# Instituto Social Militar Dr. Dámaso Centeno
El Instituto Social Militar «Doctor Dámaso Centeno» (ISMDDC), por ley N.º 13 043 sobre la base del preexistente «Instituto Incorporado Dámaso Centeno», estaba destinado especialmente a la educación y asistencia de huérfanos de militares carentes de recursos y demás miembros de familias de militares en igual situación. Hoy en día se imparten cursos regulares de nivel inicial, primario y secundario. Su alumnado ya no es proveniente de familias de militares sino que la mayoría de los casos proviene de familias civiles no vinculadas con las Fuerzas Armadas.

## Historia
Su administración recayó en la Sociedad Protectora de Huérfanos de Militares, bajo la supervisión del Ministerio de Guerra. La mencionada Sociedad, había sido constituida bajo el nombre de «Sociedad Protectora de Huérfanos de Militares», el 12 de julio de 1891 y, haciendo realidad su lema de «Instruir es Construir», inauguró las instalaciones el 1 de enero de 1892,  En 1909, el «Asilo de Huérfanos de Militares» cambió su denominación por la de «Colegio de Huérfanos de Militares». Por esa época, el Instituto se reguló en cuanto a su carga horaria y programas, por lo determinado para las escuelas fiscales, dictándose la enseñanza primaria completa e implantándose la preparación Militar, Naval y Comercial para los varones, recibiendo las niñas instrucción musical, bordado, lencería y planchado, bajo la conducción de religiosas adscriptas al Establecimiento. En noviembre de 1995, la Sociedad Protectora del Hogar Militar Dr Dámaso Centeno donó al Ejército el predio de Cachimayo 51. La misma fue aceptada por Resolución del Ministerio de Defensa N.º 549 el 24 de junio de 2002.
El 16 de noviembre de 2017 el presidente del centro de estudiantes realizó una denuncia a través del periódico Página/12, en donde mostró una sanción percibida luego de hacer la «V» de la victoria durante un acto escolar, denunciando la medida como falta de posibilidad de expresarse políticamente. Ante esto, dicho presidente del centro de estudiantes propuso la toma del colegio. La denuncia fue repudiada por el resto de los integrantes del centro de estudiantes y por los demás estudiantes del secundario.
A principios de 2018 muchos profesores con experiencia decidieron dejar su puesto por el bajo salario que recibían en comparación con otros docentes de la ciudad —llegaban a ganar un 40 % menos—, diferencia que siempre existió pero se vio ahondada con las dificultades presupuestarias de ese año. Llegó a haber más de 200 horas libres en todo el instituto y algunos cursos del secundario llegaban a tener seis horas libres por día. Esta situación fue remediada para el mes de mayo, cuando se cubrieron la gran mayoría de esas horas docentes, si bien el prestigio del colegio se vio dañado.
En junio del 2025, esta situación volvió a ocurrir, dejando los mismos efectos que la ultima vez que sucedió. [cita requerida]

## Su Fundador
Dámaso Centeno nació en Rosario (Argentina) el 10 de marzo de 1850. Fueron sus padres el Coronel don Dámaso Centeno y doña Cecilia Fernández. Siendo muy pequeño, después de la batalla de Cepeda, quedó huérfano de padre, conjuntamente con su hermana Petrona. Sus estudios universitarios los realizó en Buenos Aires, recibiéndose de Doctor en Jurisprudencia en 1878. Se destacó por su elocuencia y acendrado patriotismo, su espíritu filantrópico y su bondadoso corazón y siempre preocupado por la niñez carenciente, creó una escuela en la ciudad de Córdoba, adonde había ido en busca de un paliativo pare su quebrantada salud. Pero la obra que habría de marcar su vida y pasar a la posteridad, fue en ocasión de reunir en casa de su madre, un 8 de abril de 1891, a un grupo de esposas de militares para construir el "Asilo de Huérfanos de Militares", tal vez como una forma de paliar en otros, el dolor y la amargura que él sufrió en su niñez, con la pérdida trágica de su padre. Desde muy joven tuvo una activa participación en la política, siendo diputado a la Legislatura de la provincia de Buenos Aires desde 1877 a 1882 y diputado nacional por su provincia en tres períodos: 1882- 1884, 1886-1890 y 1890-1894, no cumpliendo la totalidad de su mandato por fallecer el 11 de octubre de 1892, en Cosquín, provincia de Córdoba (Argentina). La muerte lo sorprendió muy tempranamente, siendo una pérdida dolorosa, no solamente para el Ejército Nacional del que fue un fervoroso defensor y entusiasta admirador de sus glorias, sino también para la sociedad argentina, de la que era un miembro conspicuo.

## Anexos del Colegio

### Campo de deportes
En 1997 se concretó el aprovechamiento total de la superficie del predio del Campo de Deportes, el cual cuenta con una extensión de 12 ha ubicadas en la localidad de Villa Martelli, provincia de Buenos Aires pertenecientes al Estado Nacional (Ejército Argentino) y cedidas en uso al Comando de Institutos Militares para el desarrollo de las actividades educativas y deportivas del ISMDDC, desde el 11 de mayo de 1993, ocupando una fracción de terreno del ex cuartel del Batallón de Ingenieros 601, Unidad que cambió su asiento a la Guarnición Campo de Mayo. 
El campo de deportes contaba con cinco canchas de fútbol, una de rugby, una de hockey, una huerta, una pileta de natación, un tinglado que permite el armado de dos canchas de voleibol y una de básquetbol en forma simultánea, o una de balonmano en forma alternativa con las anteriores. Asimismo desarrolló una estructura complementaria de vestuarios, enfermería y otras dependencias, adecuadas a la impartición de la asignatura Educación Física y al esparcimiento de la comunidad educativa del ISMDDC. En él se realizaban doce campamentos al año cada uno de dos o tres días.
Este campo fue expropiado posteriormente por el Estado Nacional para la muestra "Tecnópolis" con motivo de las celebraciones del bicentenario. Por lo cual, actualmente se realizan campamentos educativos organizados por el servicio religioso del ISMDDC en el Liceo Militar General San Martín con una duración de un día y medio.

### Nivel Inicial-Sede Palermo
Desde el año 1998, paso a depender del ISMDDC el Jardín de Infantes N.º 1 Gral. San Martín a los fines de su supervisión pedagógica y administrativa. Con su cambio de dependencia, cambió su denominación por la de ISMDDC–Anexo Gral. San Martín —Nivel Inicial—.

## Exalumnos famosos
A partir del año 2018 se estableció al día 11 de octubre como el día del "Ex alumno damaseño", en conmemoración de la muerte del fundador del instituto, Dr. Dámaso Centeno.
- Adriana Amante, escritora e historiadora, profesora titular de la Facultad de Filosofía y Letras de la Universidad de Buenos Aires.
- Gabriela Bergallo, cantante de jazz.
- Alejandro Emilio Bernardo, abogado especializado en Derecho Civil, defensor de menores y defensor oficial.
- Pedro Cannavó, obispo auxiliar de Buenos Aires (titular de Idassa), fue también capellán del colegio.
- José María Di Paola, (el Padre Pepe), sacerdote del Equipo de Sacerdotes para las Villas de Emergencia.[6]
- Juan Eduardo Estévez, miembro de la organizaciónMontoneros, desaparecido en 1977 por la Dictadura Militar.
- Charly García, músico, integrante de Sui Generis.
- Eduardo Alberto Gómez, Lic. en Oceanografía y Dr. en Geología, Invertigador del Instituto Argentino de Oceanografía (CONICET-UNS) y profesor de la UTN FRBB.
- Arturo Cirilo Larrabure, escritor, y miembro de CELTYV (Centro de Estudios Legales sobre el Terrorismo y sus Víctimas), hijo del Coronel (PM) Argentino del Valle Larrabure, militar secuestrado y mantenido en cautiverio durante 372 días en el año 1974.
- Hilda Lizarazu, fotógrafa y cantautora.
- Gisela Losino, "La negra". Destacada jugadora de voléy amateur. Gran armadora de estilo clásico y veloz. Profesora adscripta de la UBA en la carrera de Nutricionista.
- Nito Mestre, músico, integrante de Sui Generis.
- Carlos Stornelli, abogado. Como fiscal procesó al presidente Carlos Menem, quien lo había nombrado, y logró su arresto en 2001.[cita requerida]
- Luciano Ursino, futbolista, cantante de El Gargajo.
- Victoria Villarruel, abogada y fundadora del Centro de Estudios Legales sobre el Terrorismo y sus Víctimas (CELTYV), vicepresidente de la Argentina 2023-2027.

## Mascota
La mascota del colegio fue creada, por primera vez en 2D, como diseño que resultó el ganador del concurso organizado por el instituto para encontrar un personaje característico que represente al Dámaso durante los Juegos Culturales y Deportivos Interliceos, bautizada "Damasito". 
Luego se creó la versión 3D del diseño (ahora portando el estandarte del Instituto), realizada por María Rosa Álvarez. Lo peculiar de esta versión del personaje es que ha sido animado para formar parte de un comercial realizado para el Instituto.

## Himno del Colegio
Letra: Augusto González Castro
Música: Pedro Rubbione
"Nuestra ilusión se nutre en el Colegio, nuestro deber es siempre el estudiar
Dios y la Patria y este privilegio 
de a nuestros padres poder recordar. 
En la firmeza de un lazo fraternal 
se estrecha nuestra unión 
y un himno inmortal 
del corazón surge augural. 
Siempre educados en el amor de Dios 
la fe nos salvará 
y será su voz,
la sola enseña que nos guiará. 
Alma moral y brazo vigoroso 
tal es el don que otorga el estudiar 
en esta casa del saber virtuoso 
para nosotros colegio y hogar." 
Bis estrofas 2 y 3.